# Xiria xanthotricha
Xiria xanthotricha är en tvåvingeart som beskrevs av Friedrich Georg Hendel 1914. Xiria xanthotricha ingår i släktet Xiria och familjen bredmunsflugor.
Artens utbredningsområde är Myanmar. Inga underarter finns listade i Catalogue of Life.